# Hiroji Satō
Hiroji Satō (jap. 佐藤博治 Satō Hiroji; ur. 3 lutego 1925 w Aomori, zm. 4 czerwca 2000) – japoński tenisista stołowy, mistrz świata.
Dwukrotny medalista mistrzostw świata. Życiowy sukces odniósł na mistrzostwach świata w Bombaju w 1952 r., zdobywając złoty medal w grze pojedynczej, a w turnieju drużynowym brąz. Dwukrotny wicemistrz Azji 1952: w grze pojedynczej oraz drużynowo.